# 홈디포
홈디포(The Home Depot, Inc., NYSE: HD)는 미국의 가정집 인테리어, 익스테리어, 조경, 조명과 가전제품, 가구, 건축자재, 원자재, 바닥, 타일, 정원 관리 등의 집 관련 가전, 가구와 도구, 용품, 제품, 설비들을 제공하는 기업이다. 2022년 3월 1일부터 테드 데커가 CEO를 맡고 있다.

## 연혁
1978년, 버니 마커스(Bernie Marcus), 아서 블랭크(Arthur Blank), 론 브릴(Ron Brill), 팻 파라(Pat Farrah)가 설립했다.

## 운영

### 마케팅
2003년부터 사용된‘당신이 할 수 있으면 우리가 도울 수 있다.’는 모토는 2009년 ‘더 많이 아끼고, 더 많이 실행하자.’로 바뀌었다.

## 회사

### 환경
1990년대 후반만 해도 홈디포는 칠레나 인도네시아의 울창한 나무을 벌채한다는 이유로 비판과 저항운동을 받아왔다. 2000년 이후 홈디포는 환경적으로 민감한 지역의 벌목을 금하기로 선언하고, 환경단체들과 함께 관련 프로그램을 실천해 왔다. 홈디포는 2007년 약 3천 종의 친환경 제품을 공개했다. 에너지 절감형 형광등과 자연소재 살충제 등이 포함되어 있다.

## 사진

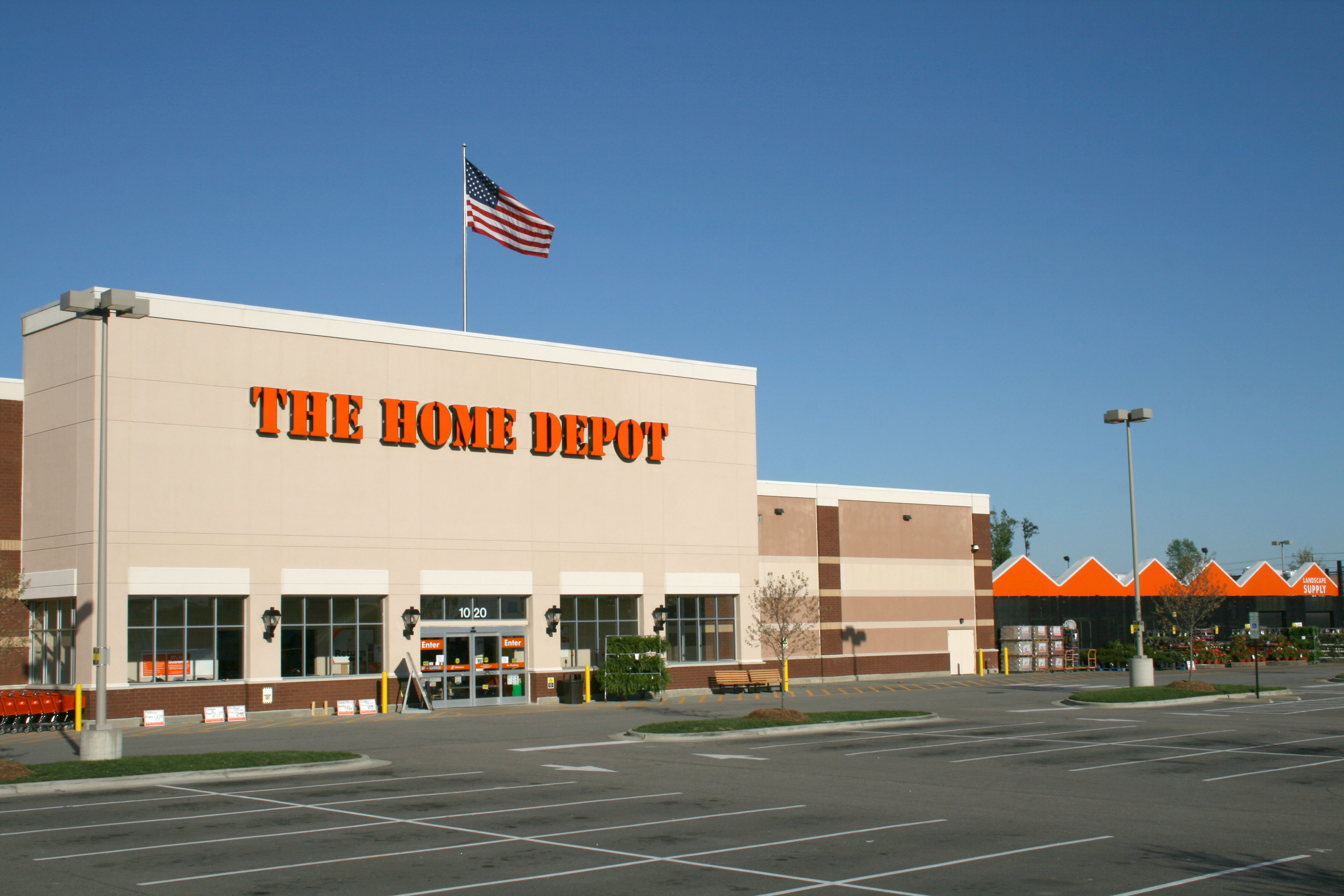
노스캐롤라이나주에 있는 홈디포 매장
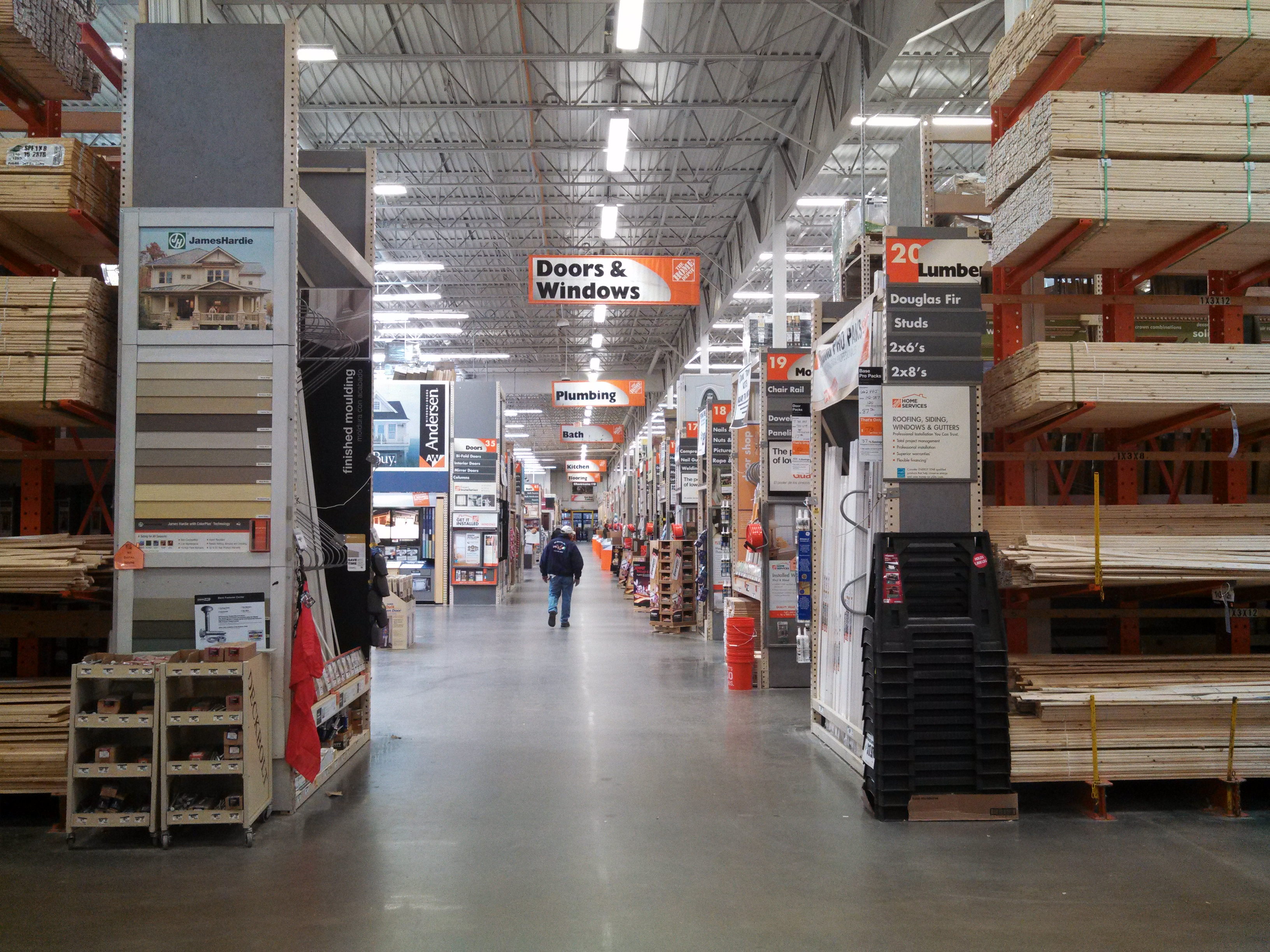
매사추세츠주 내에 있는 홈디포 매장 내부
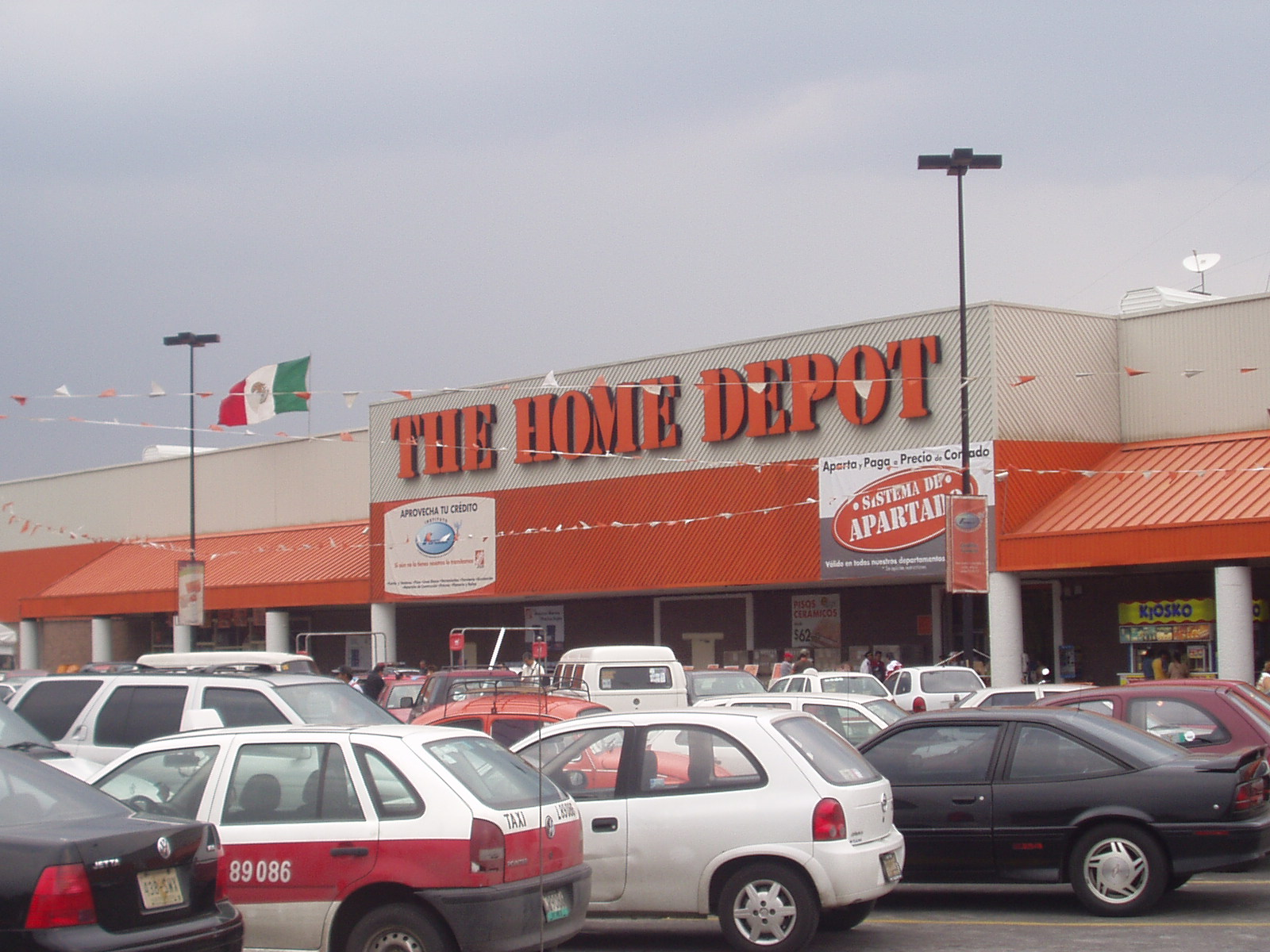
홈디포 멕시코 멕시코시티 매장
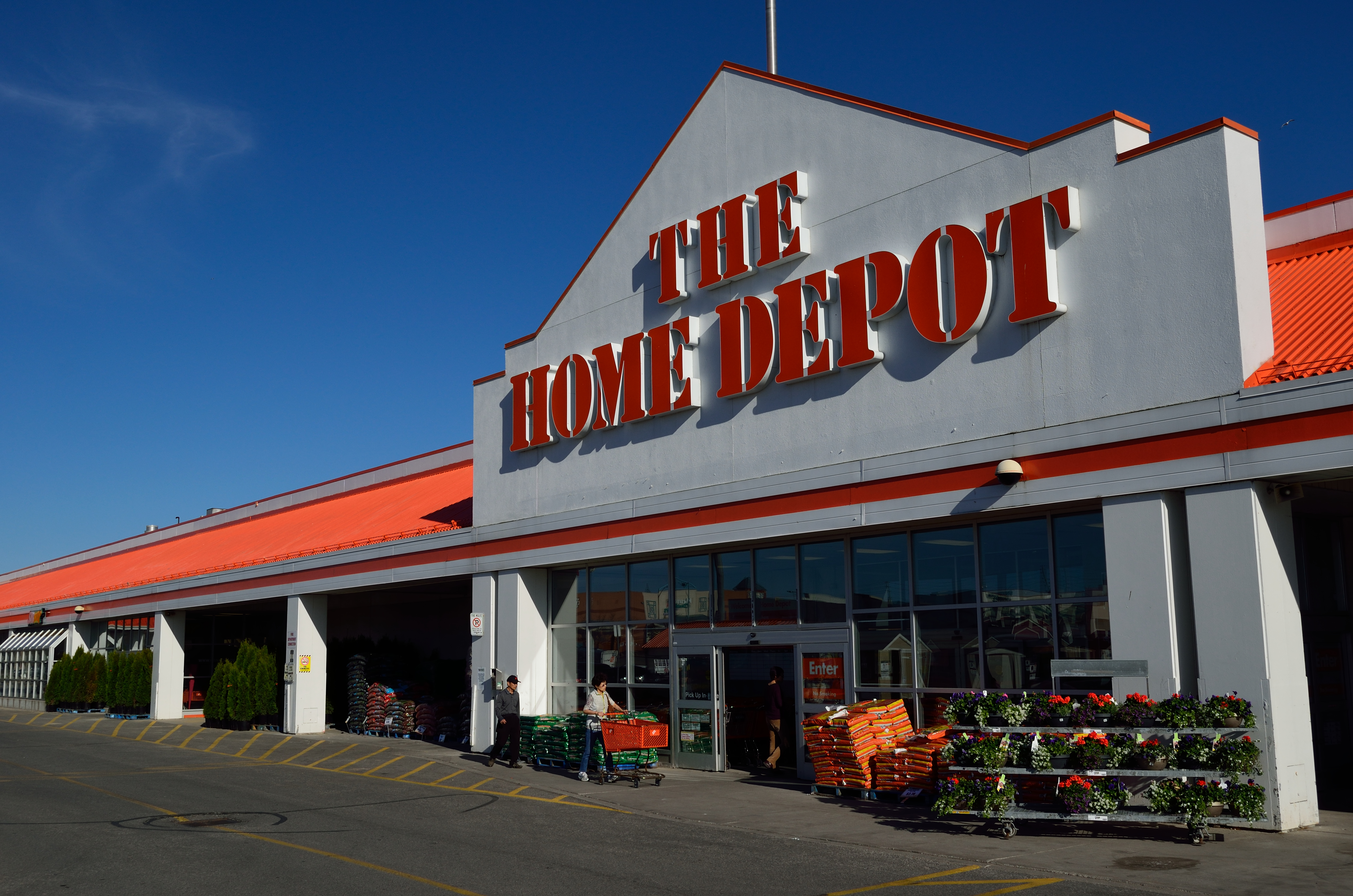
홈디포 캐나다 온타리오주 마컴 매장

## 같이 보기
- 로우스
- 조지아 수족관